# نادي سانتا ماريا
نادي سانتا مريا (بالإنجليزية: Santa Maria F.C.)‏ هو نادي كرة قدم في البرتغال تأسس في 1943 يقع في بارسيلوس. يلعب في الدوري الوطني البرتغالي. يلقب بالجالو نسبة إلى منطقة جاليجوش ببلدية بارسيلوس.